# Фер Блаф (Северна Каролина)
Фер Блаф (енгл. Fair Bluff) град је у америчкој савезној држави Северна Каролина.

## Демографија
По попису из 2010. године број становника је 951, што је 230 (-19,5%) становника мање него 2000. године.
| Група             | 2000.       | 2010.       |
| Белци             | 447 (37,8%) | 314 (33,0%) |
| Афроамериканци    | 700 (59,3%) | 605 (63,6%) |
| Азијати           | 0 (0,0%)    | 0 (0,0%)    |
| Хиспаноамериканци | 17 (1,4%)   | 20 (2,1%)   |
| Укупно            | 1.181       | 951         |